# NGC 3019
NGC 3019 (również PGC 28295) – galaktyka spiralna (Sbc), znajdująca się w gwiazdozbiorze Lwa. Odkrył ją 21 marca 1854 roku R.J. Mitchell – asystent Williama Parsonsa.